# Kira Walkenhorst
Kira-Katharina Walkenhorst (Essen, 18 de noviembre de 1990) es una deportista alemana que compite en voleibol, en la modalidad de playa.
Participó en los Juegos Olímpicos de Río de Janeiro 2016, obteniendo la medalla de  en el torneo femenino (haciendo pareja con Laura Ludwig). Ganó una medalla de oro en el Campeonato Mundial de Vóley Playa de 2017 y cuatro medallas en el Campeonato Europeo de Vóley Playa entre los años 2013 y 2016.

## Carrera

### Voleibol de salón
Walkenhorst inició su carrera jugando voleibol bajo techo en la selección juvenil, con la que participó en el Campeonato de Europa de 2008 en Foligno, Italia, pero tuvo que retirarse lesionada. Jugó para VC Olympia Berlin, Bayer 04 Leverkusen y desde 2009 en el club de la Bundesliga Alemannia Aachen, antes de jugar para el club de la liga regional FdG Herne de 2011 a 2013, donde su padre era entrenador.

### Voleibol de playa

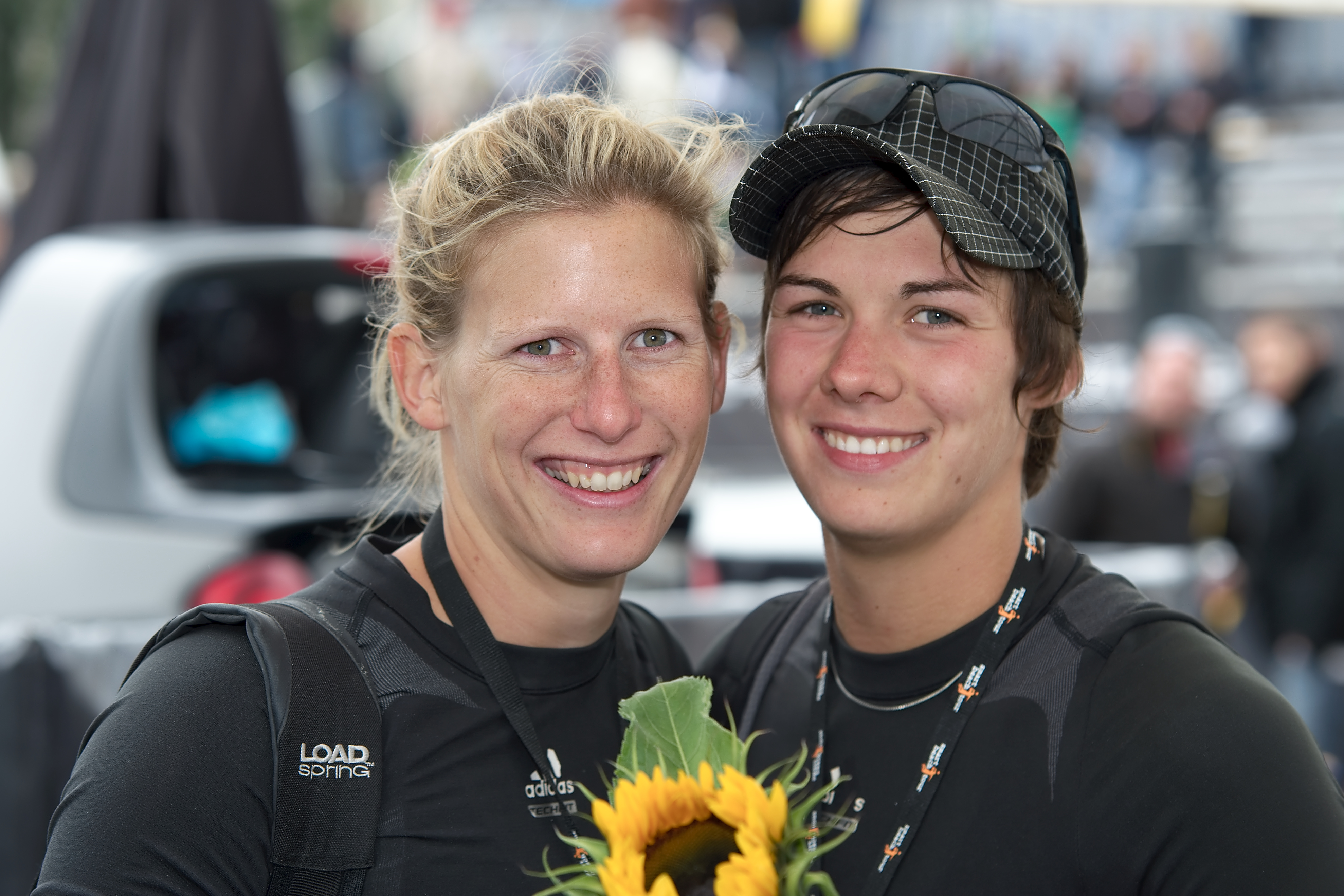
Walkenhorst (derecha) con Geeske Banck tras ganar el torneo de Colonia en 2011.

#### 2005 a 2012
Walkenhorst se convirtió en campeona juvenil alemana C en 2005 junto a Mareen Terwege. Más tarde Ud. una. Chantal Laboureur y Anika Brinkmann sus compañeras. Con Anna-Lena Rahe comenzó por primera vez en el Campeonato Alemán en Timmendorfer Strand en 2010 y terminó decimotercera. Luego ganó el torneo Challenger en Chennai, India, con Jana Köhler.
En 2011, Walkenhorst comenzó inicialmente con Melanie Gernert, pero se cambió a Geeske Banck en julio, con quien inmediatamente ganó el torneo inteligente en Colonia y terminó novena en el campeonato alemán. En el medio, Kira Walkenhorst ganó la medalla de bronce con su excompañera Chantal Laboureur en el Campeonato de Europa Sub-23 en Oporto. En 2012 volvió a ganar el Campeonato de Europa Sub-23 en Assen, Países Bajos, con Laboureur. Con Geeske Banck, Kira Walkenhorst se convirtió en Vicecampeona de Alemania. Después de eso, Bank/Walkenhorst terminó séptimo en el Abierto de Åland 

#### 2013 a 2016
Desde 2013, Walkenhorst ha jugado junto a la cuatro veces jugadora de voleibol de playa del año, Laura Ludwig, en el Hamburger S.V.. En el primer torneo de 2013, el CEV Satellite de Antalya, Ludwig/Walkenhorst llegaron a la final, que perdieron 2-0 ante van Gestel/Meppelink de Países Bajos. Tras no poder disputar el primer torneo de la gira mundial en Fuzhou por una lesión de Walkenhorst, terminaron quintos en Shanghái. En La Haya terminaron noveno. En el Campeonato Mundial en Stare Jabłonki, Ludwig/Walkenhorst alcanzaron los cuartos de final, donde fueron eliminados contra el equipo chino Xue/Zhang Xi y terminaron quintos. En el Campeonato de Europa de Klagenfurt quedaron terceros. Hacia el final de la temporada, Ludwig/Walkenhorst terminaron segundos en los Grand Slams de Moscú y São Paulo. En el Smart Beach Tour lograron terceros lugares en Norderney, Hamburgo y Münster y finalmente se convirtieron en campeonas alemanas en agosto.
Al comienzo de la temporada en Fuzhou, Ludwig/Walkenhorst terminaron novenos. En el primer Grand Slam de la temporada en Shanghái, el equipo venció en la final a los chinos Wang/Yue Y. y logró así la primera victoria de un equipo alemán en un Grand Slam. En el Campeonato de Europa en Quartu Sant'Elena, Ludwig/Walkenhorst volvió a ganar la medalla de bronce. Debido a que enfermó de mononucleosis, Walkenhorst tuvo que terminar la temporada a principios de julio. Fue galardonada con la Moneda del Comandante en 2014 por sus logros.

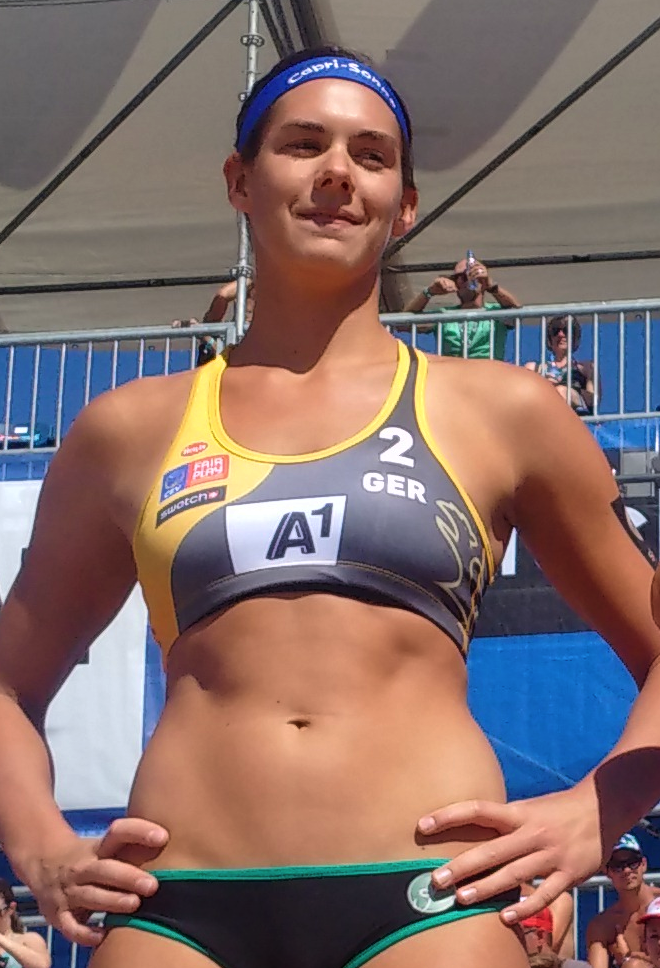
En el Campeonato de Europa de Klagenfurt 2015.

En la temporada 2015, Walkenhorst regresó junto a Ludwig. En el Grand Slam de Moscú y en el torneo Major Series de Poreč, el dúo terminó en el puesto 17. Sitio. En Stavanger, Ludwig/Walkenhorst se perdieron una medalla cuando quedaron cuartos y terminaron quintos en el Grand Slam de San Petersburgo. En el Campeonato Mundial en los Países Bajos, avanzaron a la ronda de KO después de una derrota por desempate ante el dúo Dubovcová/Nestarcová. Allí, sin embargo, tuvieron que admitir la derrota ante los rusos Ukólova/Bírlowa y terminaron el torneo en el puesto 17. Rango. En el posterior torneo Major Series en Gstaad, volvieron a quedar quintos entre los diez primeros. En el Grand Slam de Yokohama, ganaron la final contra las nuevas campeonas mundiales Bárbara Seixas y Ágatha Bednarczuk. Una semana después se proclamaron campeones de Europa en la final contra Ukólova/Bórlowa en Klagenfurt. En el Grand Slam de Long Beach, Ludwig/Walkenhorst ocuparon el tercer lugar, mientras que en Olsztyn solo quedaron novenos. En el campeonato alemán ganaron su segundo título conjunto en la final contra Teresa Mersmann e Isabel Schneider. A principios de octubre, Ludwig/Walkenhorst perdieron ante el dúo brasileño Larissa/Talita en la final del torneo de voleibol de playa de $100.000 en Fort Lauderdale ("World Tour Final"). Una semana después, en otra final germano-brasileña, ganaron el Abierto de Puerto Vallarta ante Eduarda Santos Lisboa y Elize Maia.

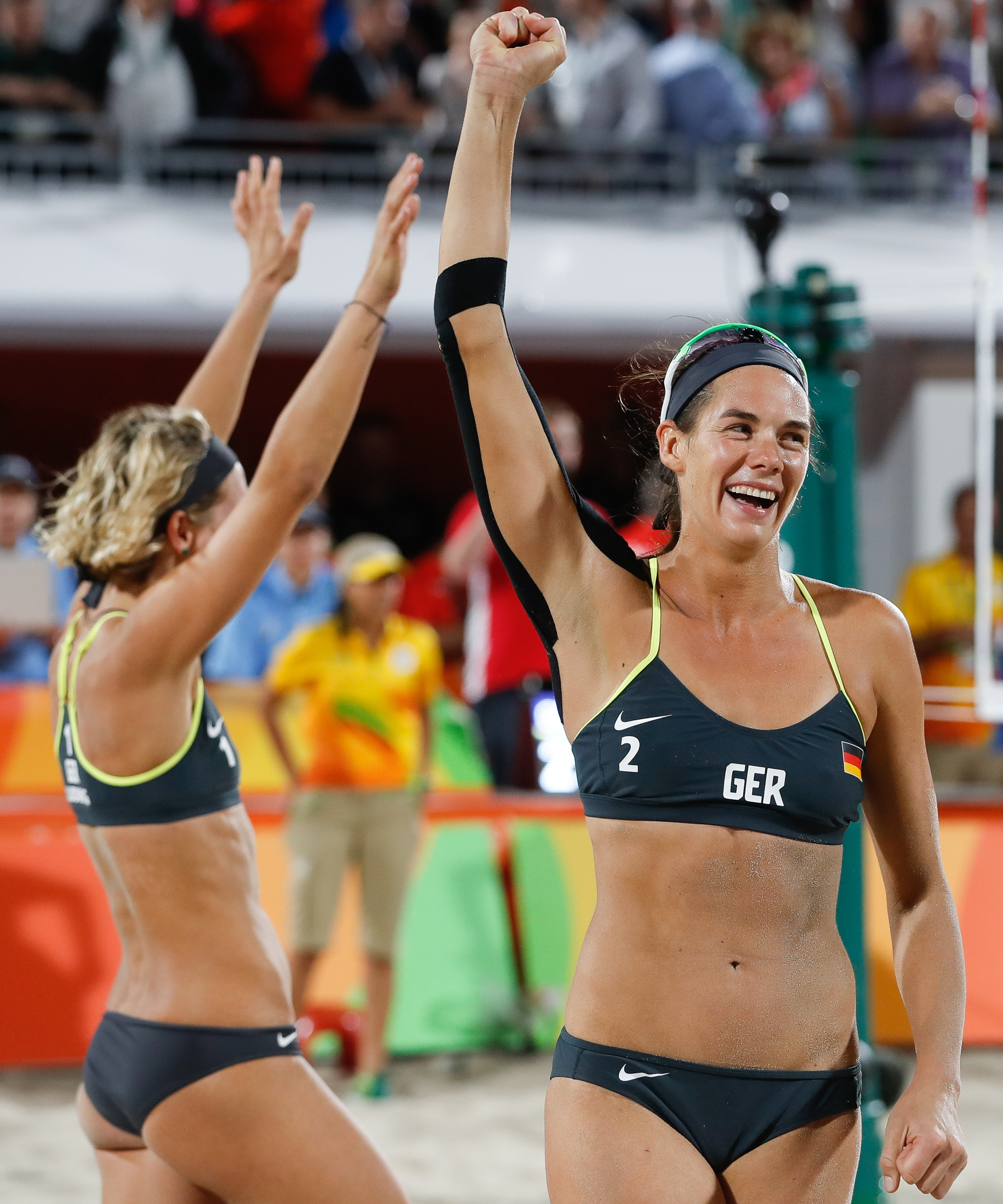
Walkenhorst (derecha) y Laura Ludwig durante la final de voleibol de playa en los Juegos Olímpicos de Río de Janeiro 2016.

En mayo de 2016, Ludwig/Walkenhorst ganaron el torneo Open en Antalya. En el Campeonato de Europa de Biel a principios de junio, volvieron a ser campeones de Europa al vencer en la final a las checas Markéta Sluková y Barbora Hermannová. Una semana después, Ludwig/Walkenhorst ganaron el gran torneo de Hamburgo tras dos victorias por 2-1 sobre April Ross/Kerri Walsh en semifinales y contra Ágatha Bednarczuk y Bárbara Seixas en la final. Al ganar el torneo en el posterior Grand Slam en Olsztyn, Polonia, Ludwig/Walkenhorst subieron al primer lugar en el ranking mundial. En el Poreč Major perdieron en el duelo alemán por el tercer puesto contra Borger/Büthe. En Gstaad lograron el tercer puesto. En el gran torneo de Klagenfurt, lograron su quinta victoria en el torneo en el World Tour actual.

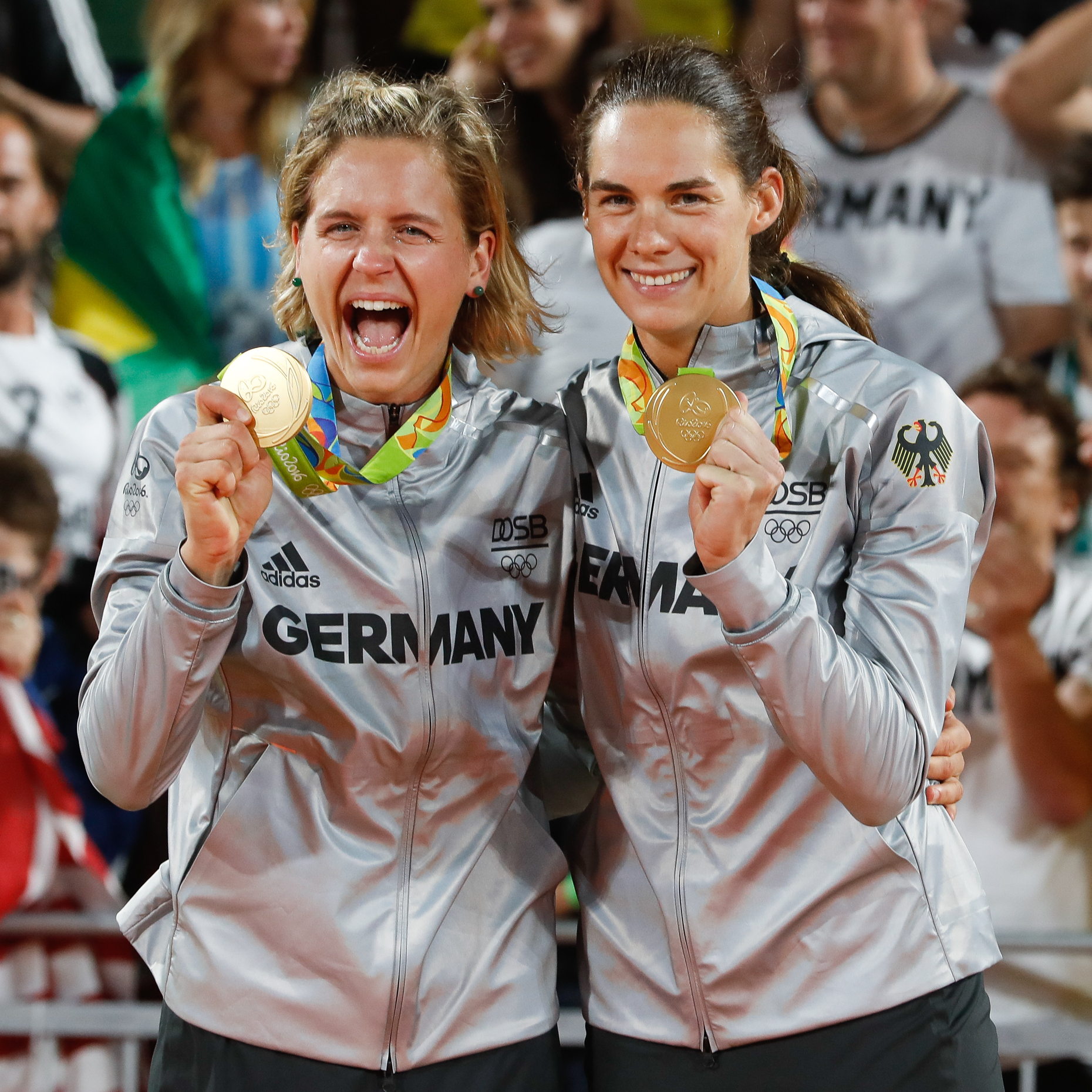
Walkenhorst (derecha) y Ludwig durante la ceremonia de premiación en los Juegos Olímpicos de 2016 en Río de Janeiro.

Como el segundo mejor equipo en el ranking olímpico, Ludwig/Walkenhorst clasificaron para los Juegos Olímpicos de Río de Janeiro. Ahí llegaron como campeones de grupo en la eliminatoria round y luego derrotó a las suizas Forrer/Vergé-Dépré y a los canadienses Pavan/Bansley sin ceder un set; con otro 2:0 contra las brasileñas Larissa/Talita llegaron a la final. Allí derrotaron a la segunda dupla brasileña Ágatha Bednarczuk y Bárbara Seixas también por 2-0 y se proclamaron campeonas olímpicas; fue la primera medalla para un equipo femenino europeo. Luego, Ludwig/Walkenhorst fueron votados como las jugadoras de voleibol de playa del año. En la final del campeonato alemán vencieron a Laboureur/Sude y así defendieron con éxito su título. En el final de temporada de la FIVB en Toronto, Ludwig/Walkenhorst ganaron la final contra los suizos Zumkehr/Heidrich 2:0.

#### 2017 a 2018
En el Torneo Inaugural FIVB 2017 en Fort Lauderdale, Walkenhorst jugó junto a Julia Großner, mientras Ludwig se recuperaba de una cirugía de hombro. Großner/Walkenhorst ganaron dos de sus tres juegos de grupo y lograron laronda de KO en la que perdieron 2-0 ante los holandeses Mepelink/van Gestel y terminaron el torneo en el puesto 17. A principios de mayo, Walkenhorst volvió a ganar el torneo Smart Super Cup en Münster junto a Ludwig. En el torneo de cuatro estrellas del World Tour 2017 en Río de Janeiro a fines de mayo, Ludwig/Walkenhorst lograron el quinto lugar luego de tres victorias y una derrota por 2-0 en cuartos de final ante las canadienses Humana-Paredes/Pavan. Terminó los torneos de tres estrellas en Moscú y La Haya en el noveno lugar. Terminaron cuartos en la Copa Presidentes en Long Beach. En el Campeonato Mundial de Viena, Ludwig/Walkenhorst fueron eliminados como ganadores de grupo. etapa en la que derrotaron a un dúo chino y dos estadounidenses antes de derrotar a las brasileñas Larissa/Talita en una repetición de las semifinales olímpicas. Con una victoria por 2-1 en la final contra la dupla estadounidense Ross/Fendrick, se convirtieron en las primeras mujeres alemanas en convertirse en campeonas del mundo. En el Campeonato de Europa en Jūrmala, Ludwig/Walkenhorst perdieron ante los eventuales campeones europeos Glenzke/Großner en los cuartos de final y terminaron quintos. En el final de temporada de la FIVB en Hamburgo, Ludwig/Walkenhorst ganaron la final contra las brasileñas Ágatha/Duda 2:1. En los campeonatos alemanes perdieron ante Borger/Kozuch y luego contra los vicecampeones Gernert/Zautys y terminaron el torneo en quinto lugar. Walkenhorst se sometió a una cirugía de cadera a principios de diciembre de 2017 y una cirugía de hombro a fines de enero de 2018, y como resultado estuvo fuera durante varios meses. Debido al embarazo de Laura Ludwig, jugó en la serie de torneos nacionales con Leonie Körtzinger en 2018. En su regreso al comienzo del Techniker Beach Tour en Münster, el dúo terminó 13º después de dos derrotas. El dúo obtuvo el segundo lugar tanto en Düsseldorf como en Nuremberg. En St.Peter-Ording, como en Münster, el dúo terminó en el 13.º puesto. El dúo terminó cuarto en Usedom en Zinnowitz. En Kuehlungsborn ocupó el cuarto lugar junto a Lena Overländer y el tercer lugar junto a Elena Kiesling en Leipzig. Debido a una costilla desplazada, tuvo que cancelar el Campeonato de Alemania. En enero de 2019, Walkenhorst tuvo que terminar temporalmente su carrera debido a problemas físicos persistentes, y se sometió a diez operaciones por problemas de espalda.

#### 2020-actualidad
En julio de 2019, Walkenhorst anunció su regreso para 2020, que inicialmente tuvo que posponerse debido a la pandemia de COVID-19 en Alemania. A principios de agosto de 2020, Walkenhorst se clasificó con Anna-Lena Grüne en el Comdirect Beach Tour para el campeonato alemán en septiembre, donde alcanzó el quinto lugar.
Después de otra pausa en 2021, Walkenhorst comenzó de nuevo en 2022 con Anna-Lena Grüne. En julio, Grüne/Walkenhorst ganaron los torneos de Hamburgo y Bremen en el German Beach Tour. En agosto, Walkenhorst jugó con la ex internacional bajo techo Louisa Lippmann en el Campeonato de Europa de Múnich, pero fue eliminada en la primera ronda eliminatoria como tercera del grupo. En el campeonato alemán de septiembre, Grüne/Walkenhorst obtuvo el tercer puesto. Walkenhorst quiere jugar junto a Anna Behlen a partir de 2023.

## Estilo de juego
En la cima de su desempeño entre 2015 y 2017, fue considerada, con mucho, la mejor bloqueadora del mundo. Además del enorme atletismo y dominio en el bloqueo, también era conocida por sus ataques extremadamente duros.

## Familia
Los hermanos de Kira Walkenhorst, Pia y Alexander, también juegan voleibol y voleibol de playa.
A fines de 2016, Walkenhorst se declaró lesbiana. El 27 de octubre de 2017, se casó con la jugadora de voleibol de playa Maria Kleefisch, con quien estaba en una relación desde 2014. Después de la boda, Maria tomó el apellido Walkenhorst. En julio de 2018, la pareja anunció el embarazo de Maria Walkenhorst a través de un donante anónimo de esperma. En octubre de 2018 nacieron trillizos.

## Palmarés internacional
| Juegos Olímpicos   | Juegos Olímpicos            | Juegos Olímpicos  | Juegos Olímpicos |
| Año                | Lugar                       | Medalla           | Pareja           |
| ------------------ | --------------------------- | ----------------- | ---------------- |
| 2016               | Río de Janeiro ( Brasil)    | Medalla de oro    | Laura Ludwig     |
| Campeonato Mundial |                             |                   |                  |
| Año                | Lugar                       | Medalla           | Pareja           |
| 2017               | Viena ( Austria)            | Medalla de oro    | Laura Ludwig     |
| Campeonato Europeo |                             |                   |                  |
| Año                | Lugar                       | Medalla           | Pareja           |
| 2013               | Klagenfurt ( Austria)       | Medalla de bronce | Laura Ludwig     |
| 2014               | Quartu Sant'Elena ( Italia) | Medalla de bronce | Laura Ludwig     |
| 2015               | Klagenfurt ( Austria)       | Medalla de oro    | Laura Ludwig     |
| 2016               | Biel/Bienne ( Suiza)        | Medalla de oro    | Laura Ludwig     |